# Swartzia costata
Swartzia costata là một loài thực vật có hoa trong họ Đậu. Loài này được (Rusby) Cowan miêu tả khoa học đầu tiên.